# Atrichum altecristatum
Atrichum altecristatum är en bladmossart som beskrevs av B. B. Smyth och L. C. R. Smyth 1911. Atrichum altecristatum ingår i släktet sågmossor, och familjen Polytrichaceae. Inga underarter finns listade i Catalogue of Life.